# Jamie Marks Is Dead
Jamie Marks Is Dead là một bộ phim siêu nhiên-kinh dị Mỹ năm 2014 do Carter Smith đạo diễn và dựa trên tiểu thuyết One for Sorrow năm 2007 của Christopher Barzak. Ngôi sao điện ảnh Cameron Monaghan, Liv Tyler, Judy Greer, Morgan Saylor, Noah Silver, và Madisen Beaty.
Bộ phim được công chiếu trong cuộc cạnh tranh trong Thể loại tâm lý Mỹ tại Liên hoan phim Sundance 2014 vào ngày 19 tháng 1 năm 2014.

## Nội dung
Cơ thể của một thiếu niên tên Jamie Marks, cậu bé bị xã hội ruồng bỏ, được tìm thấy bên bờ sông. Con ma của anh ta sau đó được nhìn thấy bởi hai học sinh trung học: Gracie Highsmith, người đã phát hiện ra thi thể và Adam McCormick. Khi thời gian trôi qua, họ bắt đầu hiểu lý do tại sao anh ấy đến với họ một cách cụ thể. Ngoài đời, Jamie đã yêu Adam, nhưng tưởng tình yêu không được đáp lại. Theo thời gian, Adam thừa nhận rằng anh đã chú ý đến Jamie trong cuộc sống nhưng chưa bao giờ theo đuổi tình bạn ở bất kỳ cấp độ nào. Trong cái chết, Jamie tìm thấy sự can đảm để ra tòa Adam. Adam và Jamie bắt đầu một mối quan hệ yêu thương nhưng thuần khiết, phức tạp bởi mối quan hệ bên ngoài của họ trong thế giới tinh thần và vật chất.

## Diễn viên
- Cameron Monaghan vai Adam McCormick
- Noah Silver vai Jamie Marks
- Liv Tyler vai Linda
- Judy Greer vai Lucy
- Morgan Saylor vai Gracie Highsmith
- Madisen Beaty vai Frances Wilkinson

## Tiếp nhận
Jamie Marks Is Dead nhận được hầu hết các đánh giá tích cực khi ra mắt tại Liên hoan phim Sundance 2014. Dennis Harvey, trong bài đánh giá của mình cho Variety, đã cho bộ phim một đánh giá tích cực bằng cách nói rằng "Câu chuyện có khả năng lố bịch được xử lý đủ nghệ thuật ở đây để đưa ra một điều kỳ lạ nhưng không gây khó chịu đánh vần xuyên suốt, mặc dù điểm cuối cùng không chỉ là một chút âm u, và sự thấm thía mong muốn không hoàn toàn xuất hiện." John DeFore trong bài đánh giá của mình cho The Hollywood Reporter đã gọi bộ phim "Một sự hiểu biết chân thành, tâm lý đối với giá vé siêu nhiên của YA." Kyle Burton của Indiewire đã ca ngợi bộ phim và nói rằng "Carter Smith Jamie Marks is Dead là một biểu hiện ma quái của niềm đam mê và sự xấu hổ của tuổi teen. Nó được dẫn dắt bởi bầu không khí nhập vai và cảm giác về địa điểm của bộ phim. Đó là một câu chuyện tình lãng mạn kiểu gothic, một thể loại bắt đầu, bắt nạt, chiếu vào thế giới của nó những tâm trạng và cảm xúc của các nhân vật." Jordan Raup của Sân khấu điện ảnh đã ca ngợi hướng đi của Carter Smith rằng "Chuyên môn của Smith trong việc tạo ra các tình huống nội tạng, đáng sợ, siêu mẫu đã minh họa trong tính năng kinh dị phòng thu được đánh giá thấp của anh ấy The Ruins được trưng bày đầy đủ ở đây. Tạo ra một cái nhìn ảm đạm, ở cả thế giới bên kia và thế giới thực, đạo diễn dường như hoàn toàn kiểm soát tầm nhìn của mình, đặc biệt là trong thiết kế âm thanh và quay phim u ám."